# Каменноостровский театр
Каменноостровский театр — единственный сохранившийся в Санкт-Петербурге памятник деревянного зодчества эпохи классицизма. Здание было построено в 1827 г. по проекту архитектора С. Л. Шустова. С 2005 года Каменноостровский театр — часть сценического комплекса Большого драматического театра.

## История

### Строительство театра по проекту С. Л. Шустова (1827)
Идея постройки летнего деревянного театра в ближайших окрестностях Петербурга возникла в 1826 г., так как главная оперная и балетная сцена столицы, Большой театр на Театральной площади, была закрыта на реконструкцию после неудачного восстановления здания, сгоревшего в 1818 г.
Первоначально предполагалось построить летний театр на Елагином острове, неподалёку от загородной дачи императора Николая I. Работа эта была поручена архитектору С. Л. Шустову. К началу декабря 1826 г. им были выполнены чертежи и смета на сооружение театра. Театр задумали выстроить из дерева. В нижней, более широкой части планировалось разместить служебные помещения (склады декораций, артистические уборные и пр.). Она решалась в виде террасы с галереями для гулянья публики. В верхней части строения, оформленной снаружи колоннами, должны были помещаться только зрительный зал и сцена. Стены театра предполагались облегченной конструкции — в виде отдельных стоек, обитых с обеих сторон досками.
Для обеспечения жесткости стен собирались установить подкосы, скрытые в нижней части обшивкою террасы, в верхней — колоннами. Строительство этого театра превышало сумму в 170 тысяч рублей, поэтому Николай I, ознакомившись с проектной документацией и сметой, распорядился отложить строительство.
Вновь вопрос о сооружении театра возник через полгода. Архитектором С. Л. Шустовым был выполнен новый проект и смета на строительство театра.
На этот раз для строительства был выбран участок на Каменном острове на берегу реки Большой Невки у 1-го Елагина моста, откуда открывался вид на загородную дачу императора — Елагин дворец. На этот раз на строительство театра 27 апреля 1827 г. Департамент уделов выделил 40 тысяч рублей. Фундаменты театра планировалось выполнить из деревянных свай. Стены представляли собой каркасную конструкцию. В зрительном зале партер был выполнен с уклоном в сторону сцены, чтобы передние ряды зрителей не загораживали сцену сидящим сзади. Поскольку театральный зал предназначался также для собраний, балов и маскарадов, архитектор С. Л. Шустов предусмотрел «маскарадный пол подъемный наподобие Большого театра, действующий на брусьях с контрфорсами, так чтобы мог обоими концами подыматься и опускаться». Живописец А. Ширяев подрядившийся «потолок расписать цветами по рисунку… ложи расписать арабесками», закончил свои работы к 11 июня. Вся работа велась под присмотром архитектора. В отделке интерьеров театра значительная роль отводилась декоративным тканям. Голубым бархатом были обиты борта лож, скамьи 3-го яруса — шерстяной тканью, а сверху холстом. Вел эти работы мастер П. Слушанский. Театральная мебель из карельской березы — 213 кресел и 108 стульев 1-го яруса — была создана по эскизам С. Л. Шустова.

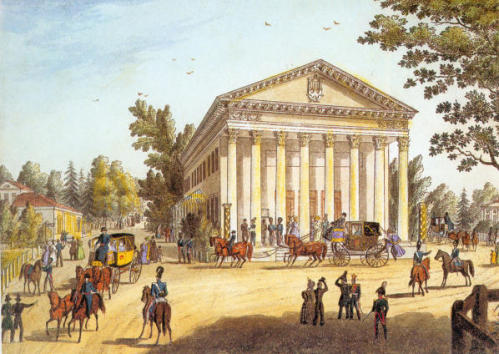
М. Иванов. Каменноостровский театр. 1830-е годы

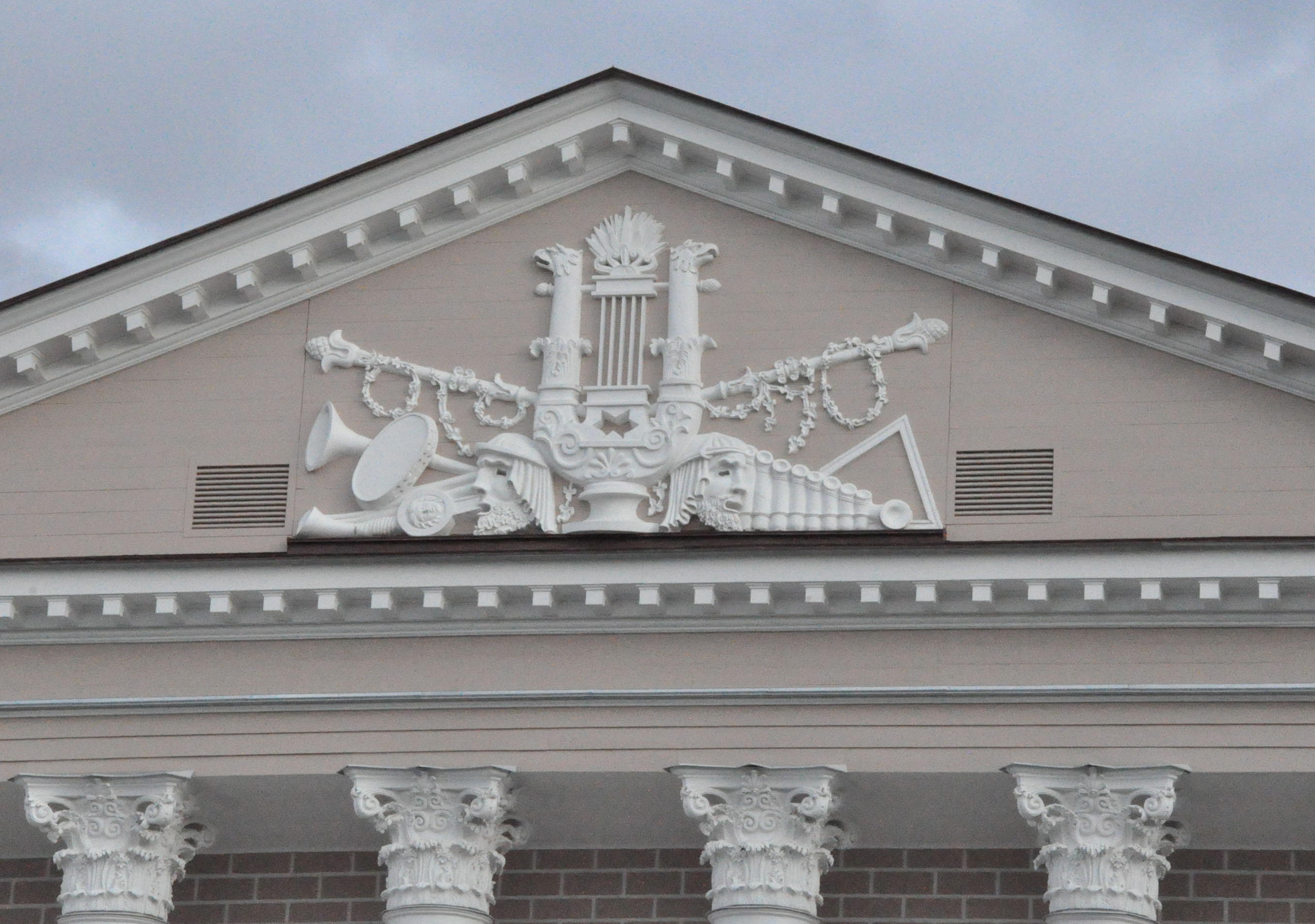
Рельеф на фронтоне

Начав работу 10 мая, закончили её 25 июня. Исследования, проведенные в ходе реставрации 2007—2012 гг., развеяли эту красивую легенду: в действительности 40 дней ушло на сборку здания из заранее приготовленных элементов.

Один из лучших мастеров садово-паркового искусства Д. Буш, воплотивший художественные идеи К. И. Росси в создании пейзажного парка Елагина острова, руководил работами по созданию паркового окружения театра, Около 400 растений — различных кустарников и деревьев — было выписано садовым мастером для посадок в саду, окружающем театр.
Главный фасад театра декорирован восьмиколонным коринфским портиком. На тимпане треугольного фронтона расположен рельеф, изображающий атрибуты театрального искусства — лиру, маски, музыкальные инструменты, тирсы. Рельеф вырезан из дерева по рисункам С. Л. Шустова. Лепные работы велись подрядчиком А. Соколовым и мастером К. Балиным. На площадках перед фасадами были установлены статуи «Аполлон с Паном» и «Кастор и Поллукс», утраченные в 1917 году. Зрительный зал был рассчитан на 750 мест. Размеры сцены позволяли ставить оперы, драмы, комедии, балеты.
Торжественное открытие театра состоялось 1 июля 1827 года комедией В. А. Каратыгина «Двое из четверых» и водевилем А. Шаховского «Казак-стихотворец», выступил известный деятель музыкальной культуры М. Ю. Виельгорский. С момента открытия до 1839 г. на сцене театра прошло более 400 спектаклей. Сценическая площадка использовалась также для летних занятий и выступлений воспитанниц театрального училища. Каждый сезон вносились усовершенствования в построенное здание: например, 1828 г. к театру был проведен водопровод, в 1830 г. остеклили боковые крыльца.
Недалеко от театра в 1827 году был построен Дом театральной дирекции. Затем для воспитанниц Театрального училища появился дом для репетиций и дача для летнего проживания.
К началу 1840 г. нижние деревянные конструкции здания сгнили, и в этот сезон спектакли в Каменноостровском театре уже не давались.

### Капитальный ремонт под руководством А. К. Кавоса (1844)
В начале июня 1843 г. был высочайше утвержден проект строительства нового театрального здания, авторство которого приписывалось архитектору А. К. Кавосу.

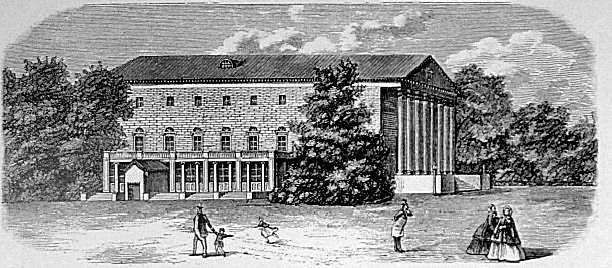
У Каменноостровского театра. Гравюра начала 1860-х годов

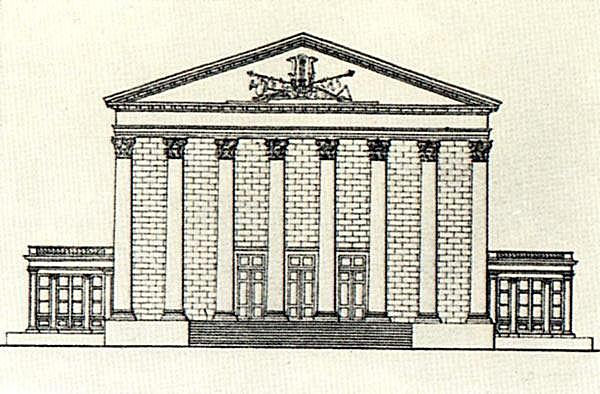
Гравированный проект А. Кавоса. Главный фасад с портиком. Репродукция из «Atlas du Traite de la Constructiondes Theatres par Albert Cavos». Paris, 1847

В входе реставрации 2007—2012 гг. было выявлено, что здание, возведенное С. Л. Шустовым, не разбиралось до основания А. К. Кавосом, как считалось до последнего времени. Кавос бережно сохранил здание, проведя его реконструкцию.

Чтобы продлить жизнь деревянному театру, были заменены деревянные несущие элементы на бутовые фундаменты. Под внутренний объём зала, как предложил Л. И. Шарлемань, подвели столбы из тосненской плиты. Фасады театра украсил руст, имитировавший каменную кладку. Вся выполненная каменная работа была освидетельствована архитектором Ф. И. Руска и каменных дел мастером А. А. Адамини. Наибольшие изменения коснулись внутренней планировки, по методике построения геометрии театрального зала, обеспечивающую оптимальную видимость и акустику, которую разработал А. К. Кавос. (Traite de la Construction des Theatres). В соответствии с модой, борта лож обили пурпурным трипом, борта лож украсили резьбой по дереву и росписью на белом фоне. Лимонно-жёлтый занавес заменили на пурпурно-красный с геометрическим орнаментом
Торжественное открытие театра на Каменном острове после реконструкции состоялось 11 июля 1844 г. Французская труппа представила «Опасное средство» И. Оже и водевиль «Феи Парижа».
В конце 1870-х годов по проектам инженера В. В. Николя были построены дом для управляющего Театральным училищем и вторая дача для воспитанниц (в 1919—1920 годах весь театральный городок был разобран).
После нескольких десятилетий популярность театра, в котором давались французские спектакли, упала. В конце 1870-х гг. в театре на Каменном острове спектакли шли только в июле, а в начале 1880-х здание превратили в склад декораций. В 1900 г. дирекцией театра было решено снести обветшавшее здание. Петербургская интеллигенция начала активно высказываться в пользу сохранения здания. Известный историк архитектуры В. Я. Курбатов назвал Каменностровский театр лучшим произведением С. Шустова и «выдающимся произведением эпохи». Историк и искусствовед Г. К. Лукомский призывал приложить все старания и спасти театр от неминуемой гибели. Особенно проникновенную статью в журнале «Столица и усадьба» опубликовал Г. П. Полилов-Северцев.

### Капитальный ремонт и реставрация под руководством Е. И. Катонина (1933)
В первое десятилетие после Октябрьской революции здание театра на Каменном острове продолжало разрушаться. К 1928 г. над театром нависла угроза разборки. Однако к 1932 г. начались конкретные действия по спасению уникального памятника архитектуры. После того как профессор В. Иванов (1932) дал заключение по вопросу восстановления театра, начались реставрационные работы под руководством главы архитектурно-планировочного сектора ЦПКиО Е. И. Катонина. Инженерная часть была возложена на инженера И. В. Экскузовича. Было решено заменить пришедшие в негодность детали аналогичными новыми без изменения общей композиции здания. Помимо усиления, обновления и реставрации конструктивных частей здания и элементов отделки, по замыслу Е. И. Катонина была выполнена роспись плафона (масляными красками непосредственно по деревянной подшивке потолка) и бортов лож (на фанерные листы, покрытые синтетическими красителями, наносился узор масляными красками). Декоративное убранство зрительного зала, новые росписи плафона в виде языков пламени и борта лож с геометрическими орнаментами), выполненное Е. И. Катониным, было художественным отражением новаторских исканий той поры. По мнению исследователя В. А. Витязевой, театр стал напоминать «большой сельский клуб».
20 марта 1935 г. решением ЦИК РСФСР здание было взято под охрану государства. Однако очень скоро проявилось низкое качество целого ряда реставрационных работ 1932 г. и к 1937 и 1938 гг. стала очевидной необходимость произвести ремонт всего здания, который так и не удалось выполнить до начала войны.
До 1938 г. театр использовали в основном для показа кинофильмов, иногда для вечеров отдыха. В 1940 г. театр пытались приспособить под зимнюю эксплуатацию для стахановцев, отдыхающих в домах отдыха.
В декабре 1941 г. собралась группа специалистов для разработки мероприятий по защите здания от зажигательных бомб. К началу апреля 1942 г. все противопожарные мероприятия были выполнены. Надзор за памятником архитектуры осуществлялся постоянно. Во время войны театральное здание находилось в ведении госпиталя № 107 ПВО. Прямых попаданий не было, лишь воздушной волной были сорваны некоторые рамы, в результате чего происходило проникновение внутрь здания снега и дождя.
Вплоть до 1960 г. пока здание пытались пристроить под спортивные сооружения, склады и аттракционы, оно продолжало катастрофически разрушаться.

### Капитальный ремонт и реставрация по проекту И. Н. Бенуа (1964—1968)

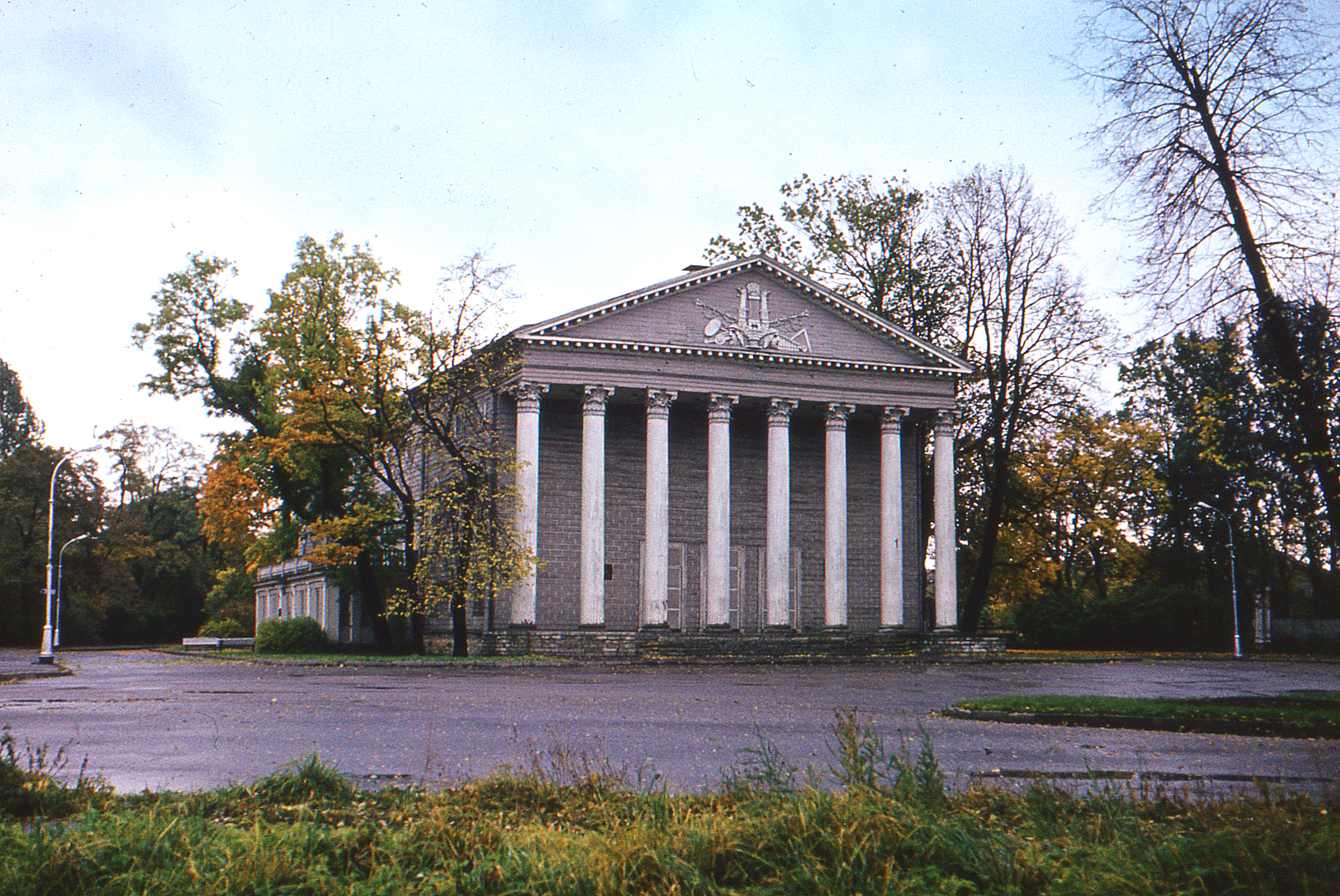
Каменноостровский театр. Фото середины 1970-х годов

Придание зданию статуса памятника архитектуры федерального значения (постановлением Совета Министров РСФСР № 1327 от 30.08.1960) ускорило решение проблемы, после чего государство выделило средства на его капитальный ремонт и реставрацию, осуществленную силами Специальных научно-реставрационных производственных мастерских Ленгорисполкома. Автором проекта реставрации была утверждена архитектор И. Н. Бенуа. Проект реставрации предусматривал сохранение фасадов в существовавшем виде, но с проведением реставрационного ремонта, чтобы приспособить его под зал отдыха молодёжи. В результате реставрации, законченной в 1967 г., был утрачен наклонный пол партера, сократился объём бывшей сцены, значительно видоизменился партер и бенуар. Нетронутым остался лишь 4-й этаж, предназначенный для подсобных помещений.
С 1967 г. перестроенное здание попало на баланс Ленинградской студии телевидения, долгое время здесь размещался Телевизионный театр Ленинградской студии телевидения, что нанесло серьёзный ущерб памятнику архитектуры.
В последующий период несколько раз проводились незначительные мероприятия по ликвидации дефектов и косметический ремонт фасадов (1999, 2002). После чего здесь находился клуб спортивного бального танца.

### Реставрация и приспособление для современного использования театра (2007—2010)
В 2005 году Владимир Путин передал в дар Каменноостровский театр Академическому Большому драматическому театру им. Г. А. Товстоногова в честь 80-летия его художественного руководителя Кирилла Лаврова. В 2007 г. КГИОП организовал работы по проектированию, реконструкции и реставрации театра.
Идея реставрации здания театра без его разборки с воссозданием исторических интерьеров и устройством подземного этажа, окружающего театр, принадлежала руководителю КГИОП В. А. Дементьевой и архитектору В. Л. Бурыгину. Реставрационная часть проекта была разработана архитектором В. С. Рахмановым (НИИ «Спецпроектреставрация»), которому удалось заодно решить и проблему превращения летнего театра в используемый круглогодично.
Каждый деревянный элемент здания тщательно реставрировался, пропитывался составами, повышающими стойкость к возгоранию и биопоражению. Сохранялись даже исторические кованые гвозди, которыми наружная обшивка крепилась к несущим стенам. В результате в процессе реставрации здания в 2007—2010 гг. специалисты реставрационной компании «Краски города» поэтапно перебрали наружную и внутреннюю обшивку, бревенчатые конструкции стен и перекрытий общим объёмом до 3000 кв.м. При реставрации конструкций были применены традиционные плотницкие приемы («голландский зуб», «затяжной голландский замок», «сковородень», «ласточкин хвост» и пр.) наряду с самыми современными методами. Были выровнены и утеплены фасады, утеплены крыши.
Реставраторы компании «Интарсия» завершили реставрацию и приспособление памятника.

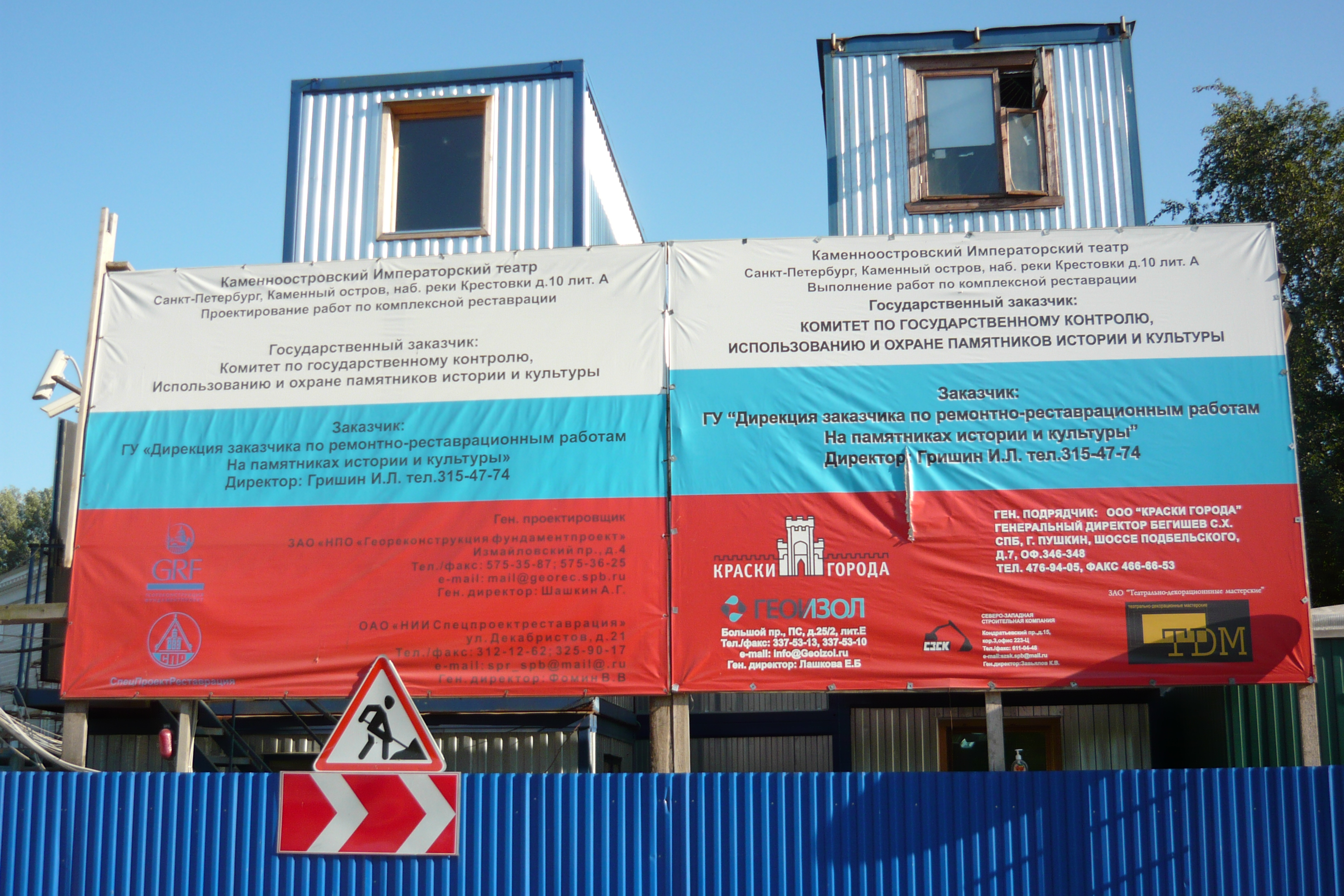
Информационные стенды

Приспособление исторического здания театра для современного использования стало возможным благодаря устройству обширного подземного объёма под зданием театра, площадь которого вчетверо превысила площадь, занимаемую деревянным зданием. В нём разместилась театральная машинерия, склады декораций, технические помещения, а также фойе, кафе и гардероб для зрителей. Для устройства подземного пространства под театром генеральный проектировщик институт «Геореконструкция» во главе с А. Г. Шашкиным предложил свою технологию, инновационную для дельты Невы, где уровень грунтовых вод находится вблизи поверхности, а слабые глинистые распространены на глубину до 20-30 м. В результате под зданием возник пространный подземный объём на свайных фундаментах, со стенами, колоннами, днищем и перекрытиями из железобетона, надежно защищенный от проникновения вод. Воплощение в реальность проект подземного пространства осуществили строители «Геоизол».
Другое инновационное решение «Геореконструкции» позволило разместить верхнюю механизацию сцены, осветительные приборы и прочее на независимых металлических конструкциях, опирающихся на собственные фундаменты. Это сохранило в неприкосновенности историческую конструкцию театра и позволило обеспечить возможность оснащения сцены современным оборудованием. Уникальная театральная технология была разработана и реализована компанией «ТДМ».
После реконструкций XX века в большинстве интерьеров не осталось подлинных элементов отделки, не сохранился двухсветный объём холла второго этажа и конструкции бенуара. За основу были взяты чертежи А. Кавоса 1844 г., учтены особенности проектирования архитектурных деталей, свойственные середине XIX в.
В основе колористического решения зрительного зала, как и остальных интерьеров театра, созданных по проекту архитектора В. Л. Бурыгина, лежала идея воссоздания первоначальной цветовой гаммы серовато-жемчужных тонов, описанной современниками как «цвет белых ночей». С другой стороны, использование в ламбрекенах лож, занавесах сцены, отделке бортов ярусов и обивке кресел тканей лазурно-синих тонов было обусловлено тем, что синий — традиционный цвет Большого драматического театра. Работу над занавесом осуществили по эскизам Э. С. Кочергина — главного художника АБДТ им. Г. А. Товстоногова.

В 2010 г. на Международной выставке по охране памятников Denkmal в Лейпциге (Германия), проходящей под эгидой ЮНЕСКО, проект приспособления Каменноостровского театра для современного использования и его реализация на практике были удостоены золотой медали «За выдающиеся достижения в области охраны наследия в Европе».

30 декабря 2010 года было официально объявлено об окончании реставрации здания театра и его помещений. Реставрационные работы обошлись в 1,665 млрд рублей. Первый театральный сезон БДТ на сцене Каменноостровского театра открылся 14 сентября 2012 года премьерой спектакля «Трактирщица» по пьесе Карло Гольдони.